# Peabo Bryson
Peabo Bryson (tên khai sinh Robert Peapo Bryson vào ngày 13 tháng 4 năm 1951, sau đổi tên từ "Peapo" thành Peabo sau 1965) là một ca sĩ, người viết nhạc R&B và Soul, sinh ra ở Greenville, Nam Carolina. Ông được biết đến khi hát những bài ballad soft-rock (thường là song ca với một nữ nghệ sĩ) và có đóng góp trong nhạc phim của ít nhất ba bộ phim hoạt hình Disney.